# 德国对苏联战俘的虐待
第二次世界大战期间，被纳粹德国关押的苏联战俘饱受饥饿和恶劣生活条件的折磨。在近六百万被俘者中，约三百万人在监禁期间死亡。
1941年6月，以德国为首的轴心国发动巴巴罗萨行动入侵苏联，执行了灭绝战争，并彻底无视了战争法和国际惯例。在入侵前相关的处决命令中，发生了针对俘获苏联政委的处决和对德国在1929年签署的《日内瓦公约》的无视。到1941年底，有超过300万苏联士兵成为战俘，其中大部分是在德国军队快速推进期间的大规模包围行动中被俘获。至1942年初，三分之二的战俘死于饥饿、寒冷和疾病，这也使该事件成为历史上任何大规模暴行中死亡率最高的案例。
苏联犹太人、政委、部分军官、共产党人、知识分子、亚洲人和女性战斗人员被系统性地定为处决对象。此外，更多的囚犯因受伤、生病或无法跟上强行军而被枪杀。超过一百万人被驱逐到德国进行强迫劳动，许多人在当地居民面前死去，他们的条件比来自其他国家的遭强迫劳动的平民或战俘更糟糕。超过10万人被转移到集中营，他们受到的待遇比其他囚犯更差。据估计，有140万苏联战俘成为德军志愿军或党卫军的帮凶，在战争和大屠杀期间扮演了重要角色。
尽管德国对苏联战俘的虐待被称为“军事史上最为严重的罪行之一”，死亡人数仅次于针对犹太人的大屠杀，但相关研究却较后者少很多。战争初期，苏联宣布对投降者判处死刑，但之后大多数的幸存战俘重新融入了苏联社会。大多数叛逃者和通敌者逃脱了起诉。幸存战俘未能获得退伍军人身份，直到2015年才收到相关的赔偿。他们经常因被视为叛徒或逃兵而受到歧视。

## 背景

1941年12月5日，德国取得了极大进展，将大股苏联红军士兵包围在图示的红色内。

1941年6月22日，纳粹德国及其盟友入侵苏联。纳粹领导层认为，与意识形态敌人的战争是不可避免的，因为纳粹的信条是征服东部领土并建立生存空间——这对纳粹德国的长期存续至关重要，以及攫取苏联自然资源以供给德国继续战争所需的现实。德国的绝大多数人力物力都用于这场灭绝战争，并且完全无视了战争的法规和惯例。由于供应短缺和基础设施缺乏，德国侵略者计划通过劫掠来供养他们的军队（尽管实际上他们仍然依赖来自德国的运输），并通过预防性的提前杀戮恐吓当地居民来阻止抵抗运动。
纳粹认为，犹太人导致了德国在一战的失败，而苏联的斯拉夫人口则受到犹太人的秘密控制，他们认为通过杀害共产党人和苏联犹太人就能让抵抗很快崩溃。
纳粹预计，大部分苏联人口（尤其是西部）将欢迎德国的入侵，并试图从长远角度来利用苏联各民族之间剥削与被剥削的紧张关系来分化并瓦解苏联。苏联公民根据某种种姓制度进行分类：伏尔加德意志人和波罗的人为高种姓，乌克兰人和俄罗斯人为中间种姓，亚洲人和犹太人居于最低种姓。受纳粹种族理论和德国在第一次世界大战期间经验的影响，这一种姓制度极大地影响了战俘的待遇。
一战的另一个教训是确保粮食供应的重要性，以避免重演封锁导致的德国饥荒。德国考虑封锁苏联需要从其“过剩地区”（尤其是乌克兰）进口粮食的“缺粮地区”（尤其是北部地区），以将这些粮食转运至德国本土或德国军队。如果该计划实现，预计有3000万人（主要是俄罗斯人）将因饥荒而死亡。但事实上，德军缺乏封锁这些大片区域的资源。最终超过一百万苏联平民死于对苏联城市的小规模的封锁（尤其是列宁格勒和犹太人聚居区），但由于平民逃亡和黑市活动，封锁效果不如预期。而战俘受到比城市平民和犹太平民更严格的控制，其因饥饿导致的死亡更多。

## 计划和法律
第二次世界大战前，战俘待遇在战争法编纂中占据核心地位，1907年《海牙公约》对此作出了详细的规定。德国是1929年《日内瓦公约》的签署国，并且一般情况下也遵守该公约对待非苏联战俘。这些法律涵盖在德国的军事教育中，因此不存在任何法律上的模糊地带为其行为辩护。与德国不同，苏联没有签署这两项公约；苏方认为，如果德国军队遵守《海牙公约》中关于战俘的规定，苏联也愿意遵守这项公约。战争开始几周后，这一提议遭到了阿道夫·希特勒的拒绝。国防军最高统帅部表示，《日内瓦公约》不适用于苏联战俘，但建议将其作为制定计划的基础。但实际上，与劳动力需求和军事权宜相比，法律和道德充其量只发挥了次要作用。1941年3月30日，希特勒秘密发表演讲：“我们必须脱离军人同志情谊的立场”，打一场“灭绝战争”，因为红军士兵“不是德国人的同志”。在场无人提出异议。尽管1941年战俘的大量死亡在军方内部引发争议，但阿勃维尔军官赫尔穆特·詹姆斯·冯·毛奇是少数公开支持依法对待苏联战俘的人之一。
反布尔什维主义、反犹太主义和种族主义经常被认为是战俘大规模死亡的主要原因，除此之外还有纳粹德国当局对安全、粮食和劳动力相互矛盾的要求。历史学家对1941年战俘大规模死亡的主要原因仍然存在分歧：是归于作为第三帝国种族重组计划一部分的意识形态，还是打破了将战俘作为后备劳动力企图的后勤失败。到1941年底，有超过300万苏联士兵被俘。尽管这比德国军方预期的要少，但军方几乎没有计划为囚犯提供住房和食物。在1940年德国入侵法国期间，190万名法国战俘得到了安置和供养；历史学家亞歷克斯·J·凱（Alex J. Kay）引用此作为例据，证明补给和后勤无法解释苏联战俘的大规模死亡。历史学家如亞歷山大·B·羅西諾（Alexander B. Rossino）和鮑伯·穆爾（Bob Moore）也认为德国对《日内瓦公约》的漠视以及由此产生的对战俘的暴行从1939年的波兰战役就已经开始，并在几年后于苏联达到顶峰。

## 俘获

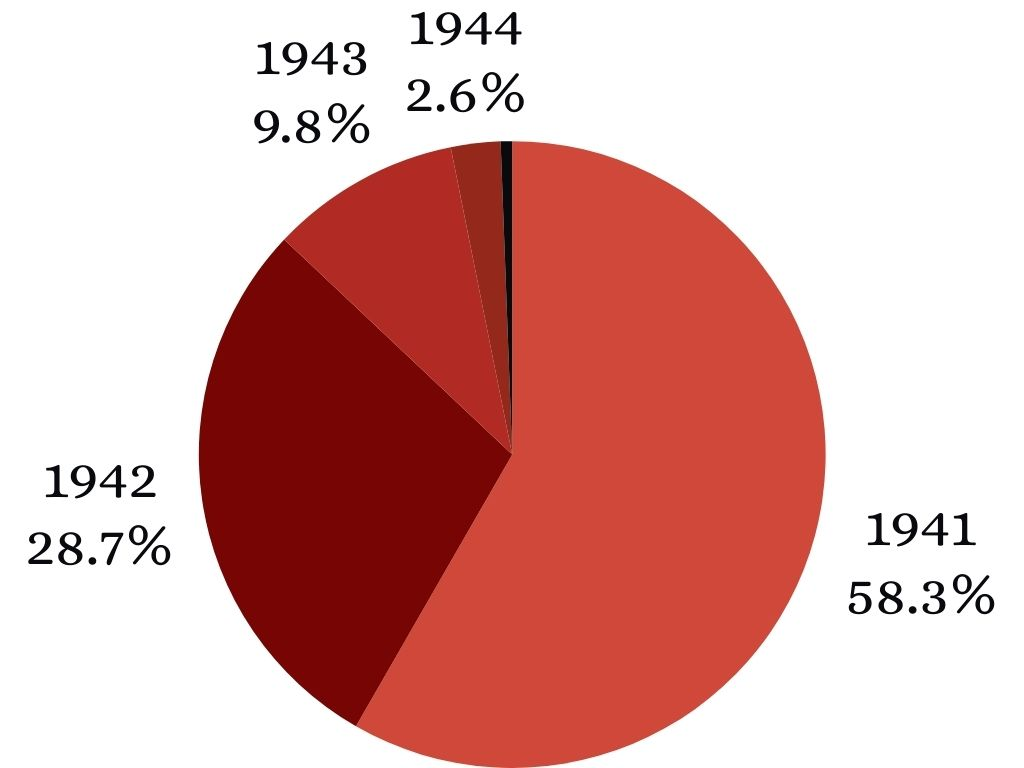
每年被俘获的苏联战俘

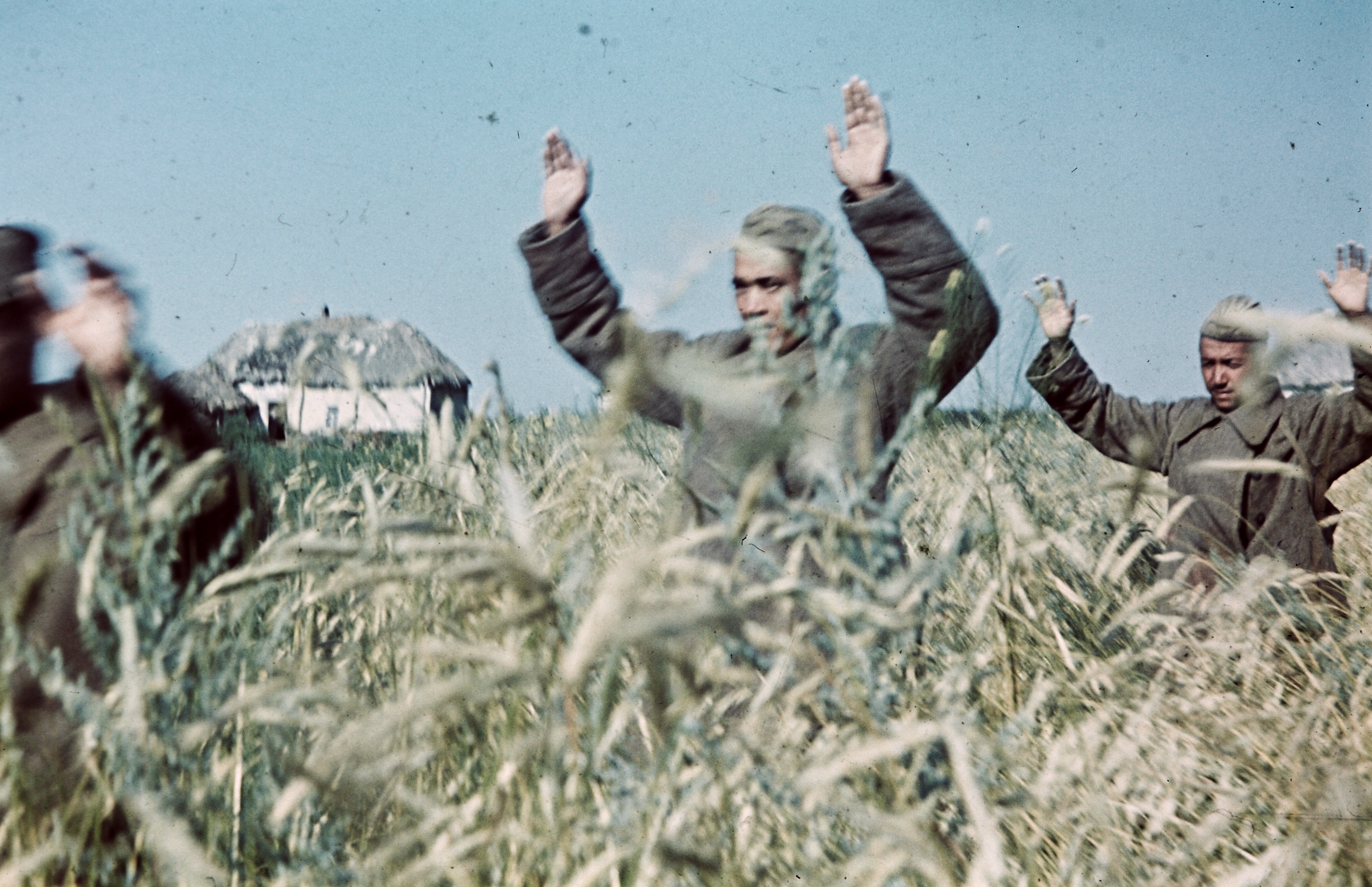
红军士兵投降，1942年

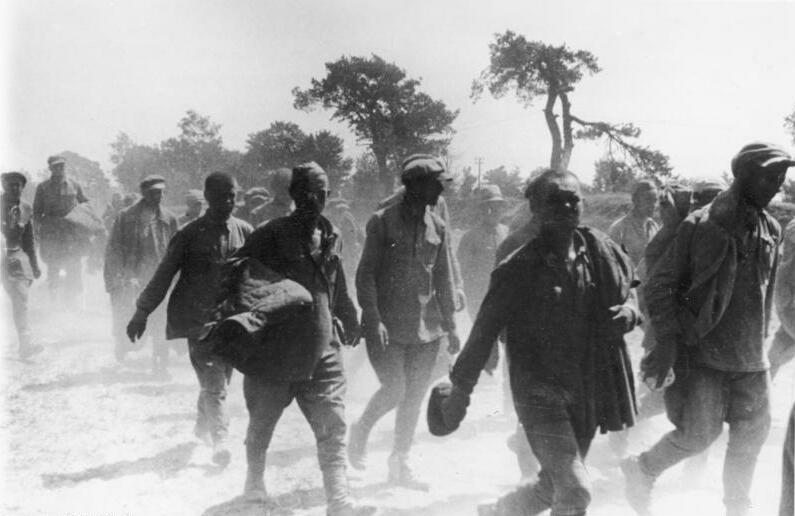
苏联红军士兵在卢茨克和沃洛德米尔之间的地区被俘获，1941年6月

截至1941年12月中旬，超过200万的战俘中有79%是在13场包围大批苏军的主要战役中被俘的；每阵亡一名苏军士兵，就会有三到四名苏军士兵被俘。莫斯科保卫战后，苏军被俘人数骤减。虽然苏军战俘与阵亡人数的比率有所下降，但仍高于德军的比例。
军事因素，例如领导不力、缺乏武器弹药和德军迅速推进，是导致红军士兵大规模投降的最重要因素。此外，反对苏联政府是士兵投降和叛逃的另一个重要因素，造成的叛逃率远远超过了其他交战国。历史学家馬克·埃德爾（Mark Edele）估计，战争期间至少有数十万（可能超过一百万）苏联士兵叛逃。
苏联士兵通常在被轴心国前线部队包围时被俘，然后被这些部队带到一个集合点，之后被送往中转营。当许多中转营于1942年开始关闭时，囚犯被直接从集合点送往戰俘營。随着1941年末气温下降，看守有时会剥去战俘的冬装供自己使用。受伤和生病的红军士兵通常无法得到医疗护理。

### 草率处决
尤其是在1941年，德国士兵在东线经常拒绝收留战俘，并枪杀试图投降的苏联士兵——有时甚至是数百人或数千人的大批投降。德军没有记录战俘到达集合点之前发生的死亡事件。这些行为并非由陆军总司令部下令，部分德军将领也承认这些行为损害了德国自身的利益。然而，阻止此类杀戮的努力充其量也只是取得了好坏参半的结果，仍然没有军事法庭针对肇事者做出判决。尽管红军枪杀敌方战俘的频率一般情况下低于德军，但两军枪杀战俘的行为也导致了双方暴力冲突的升级。
为应对游击队，成千上万的红军士兵被当场处决。为防止游击运动的发展，德国国防军陆军总司令部命令被德军追上而未被俘虏的红军士兵向德国当局投降，否则将被当场处死。尽管有命令，但很少有士兵投降；一些士兵逃脱了追捕，回到了家人身边。
战争爆发前，总司令部下令处决被俘的苏联政委和被当局怀疑的的文职官员。超过80%在东线作战的德国师团执行了这项非法的命令，估计有4000至10000名政委被处决。但这些杀戮并没有减少苏联的抵抗，反而被认为适得其反；该命令于1942年5月被撤销。尽管苏军中的女性战斗人员违抗了德国的性别期望，但陆军总部命令仍然将她们与前述的战俘同等对待，她们会被当场枪决，其中很少有人能幸存下来并到达战俘营。

## 战俘营

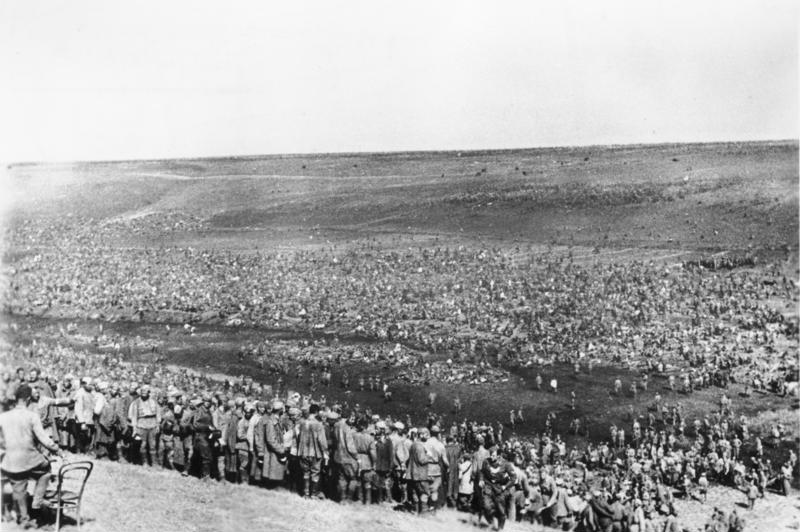
未建成的用以关押苏联战俘的战俘营，1942年8月

1941年末，在被占的苏联领土上有81座战俘营被建立。永久性的战俘营在民众监管下建立，用以替代军事监管。因为战俘被德国认为是次要的，每个战俘营的指挥官在面临一些经济或军事问题下，会拥有一定限制的自治权。尽管少数战俘营尝试改善居住环境，但大多数没有这样做。1944年末，所有的战俘营都被移交至海因里希·希姆莱的控制之下。尽管陆军总司令部试图放弃这些对待战俘采取极端暴力手段的命令，历史学家大衛·哈里斯維爾（David Harrisville）却认为这些命令实际上没有多少影响，其主要的原因是德军士兵自身激进的价值观。

### 死亡行军

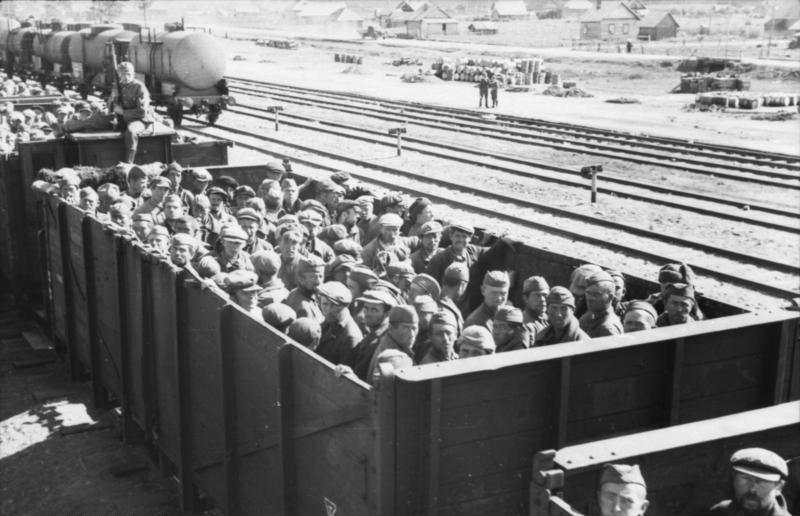
运输苏联战俘的厢式火车，1941年9月

战俘经常被强制徒步行进到几百公里以外的地区，且缺乏（或根本没有）食物和水。看守经常会射杀落后者，产生的尸体造成卫生问题。有时候一些苏联战俘能够在监管不利的时候逃离。德军在使用铁路运输时往往忽视相关的防疫措施，直到1941年10月后德军使用开放式的厢式货车运输战俘，但开放式的运输环境也导致20%的乘客因寒冷而死亡。俄国方面估计有20万到25万人在中转过程中死亡。

### 居住环境

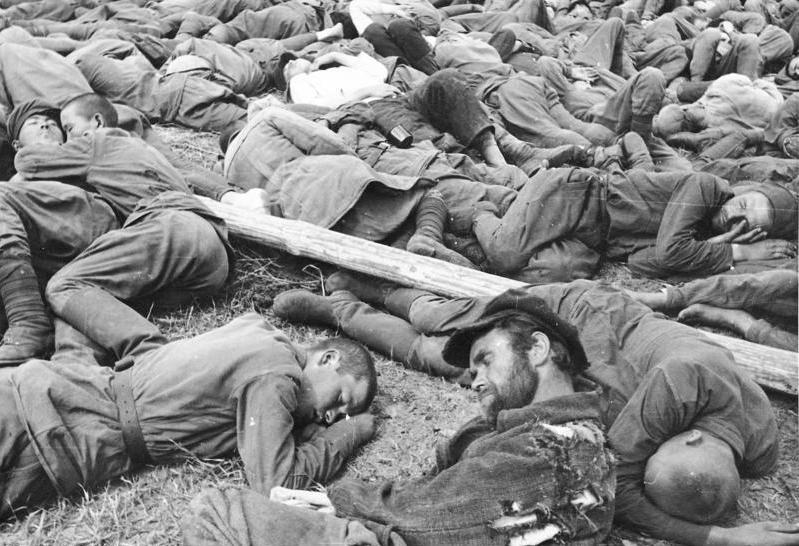
在比亚韦斯托克附近被俘获的苏联战俘，1941年6月或7月

糟糕的居住环境和寒冷是造成战俘大规模死亡的主要原因。战俘被驱赶到露天场地，既无建筑也无设施，只用栅栏草草围住；部分战俘营缺少供水系统。所谓食堂形同虚设，大量战俘缺乏食物。一些战俘不得不整个冬天都居住在外面，或者在没有供暖的房间，或者在他们自己挖的，经常塌陷的坑洞里。1941年9月，德国人开始准备冬季时居住的房屋；同年11月建造了系统化的军营。但这些准备相当粗糙，居住条件的改善甚至是因为大规模的死亡使得战俘过度集中的情况得到缓解。在战俘营发生的死亡人數被用来与纳粹最大的集中营做比较。其中一个最大的战俘营是在博布魯伊斯克的第131號中轉營，估计有3万到4万红军士兵在这里死亡。
警卫人数相对较少，并且受到上级鼓励自由使用枪支，这两个因素都导致了德军的暴行。德国人招募战俘——主要是乌克兰人、哥萨克人和高加索人——作为营地警卫。一些规定明确战俘营必须由瞭望塔和2.5米高的双层铁丝网围栏包围。尽管惩罚严厉，营地内一些有组织的抵抗团体仍然试图大规模越狱。数以万计的苏联战俘试图越狱；其中大约有一半被重新抓获，并且约有1万人抵达瑞士。如果他们在越狱后没有犯罪，重新抓获的战俘通常会被送回战俘营；否则，他们会被移交给盖世太保并在附近的集中营监禁（或处决）。

### 饥饿和大规模死亡

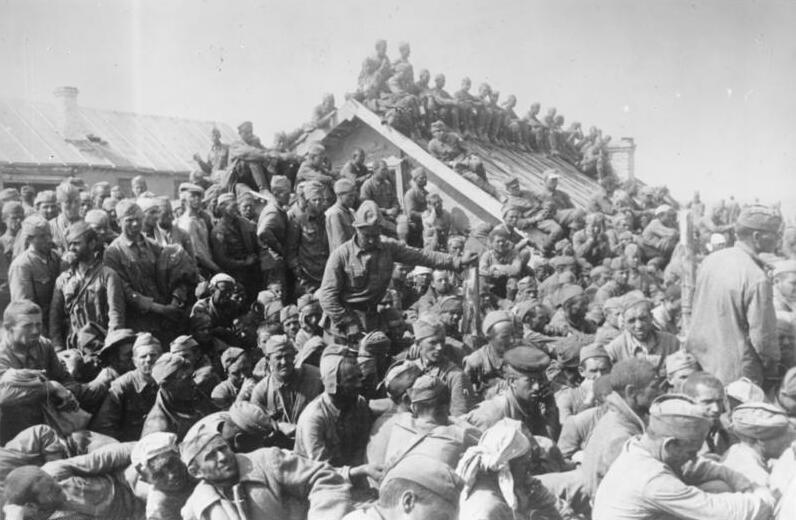
斯摩棱斯克战俘营，中央集团军群总部（1941年8月拍摄）。在1941年末和1942年初，这里每天有300到600名战俘死亡。

在满足了德国的需求后，给战俘的食物从被占领的苏联境内搜刮。由于后期问题，囚犯收到的配给量通常低于官方所宣称的配给量。到1941年8月中旬，状况更加糟糕。在九月和十月的军事行动中，德军在基辅、维亚济马、和布良斯克俘获了近一百五十万名囚犯，导致临时后勤安排突然崩溃。1941年10月21日，陆军总司令部军需总长爱德华·瓦格纳发布命令，将无工作战俘的每日口粮减少到1487卡路里——这是一个很少的量。由于物资匮乏，有工作的战俘也经常挨饿。瓦格纳在1941年11月的一次会议上承认，当时关押的230万非工作囚犯中，除了其中100万之外，其余都会死亡。
在军事行动受挫后，希特勒于10月31日下令优先为幸存的战俘在德国安排强迫劳动。此命令发布后，死亡率达到了顶点；对战俘劳动的需求无法克服食物分配的其他优先事项。工作战俘的人数下降，被认为不适合工作或因流行病而被隔离的人数不断增加。尽管战俘从一开始就没有得到多少食物，但从秋季开始，由于人数增加、饥饿、流行病和气温下降的累积影响，死亡率逐渐飙升。每个营地每天都有数百人死亡，数量太多，无法埋葬。德国的政策转向优先为战俘提供食物，并使用苏联平民的开支。但实际上，情况都没有显著改善，直到1942年6月后勤改善和需要供养的战俘减少。1942年至1943年冬季，规模相对较小的大规模死亡事件再次发生。
饥饿的战俘试图吃树叶、草根、树皮和蚯蚓以求生。一些苏联战俘因饥饿遭受过多痛苦而向狱警提出被枪决的书面请求。据报道一些营地存在食人行为，尽管当局对这种罪行判处死刑。试图提供食物的苏联平民经常被枪决。在许多营地，生活条件较好的人与被认为没有生存机会的战俘分开居住。就业有助于确保额外的食物和更好的条件，尽管他们通常无法获得足够的食品，并且其中一些职业的死亡率超过50%。

### 释放
1941年8月7日，陆军总司令部发布命令，释放德意志、拉脱维亚、立陶宛、爱沙尼亚、高加索和乌克兰战俘。释放的目的主要是确保德占区的农业丰收工作取得成功。女性被排除在该政策之外。占囚犯绝大多数的俄罗斯人没有被考虑释放，而大约一半的乌克兰人被释放。由于流行病和对他们加入游击队的恐惧，释放人数被缩减。一些家人住在附近的重伤战俘被释放，其中许多人可能不久后就饿死了。到1942年1月，已有280,108名战俘（大多数是乌克兰人）被释放，到战争结束时被释放的总人数大约为一百万。除农业工作之外，被释放的战俘还可以加入军警合作项目。其中大约三分之一加入了德国军队，其他人则从战俘变成了看守。随着战争的进展，被释放以从事农业的人数减少，而军队招募的人数则增加。

### 选择性屠杀

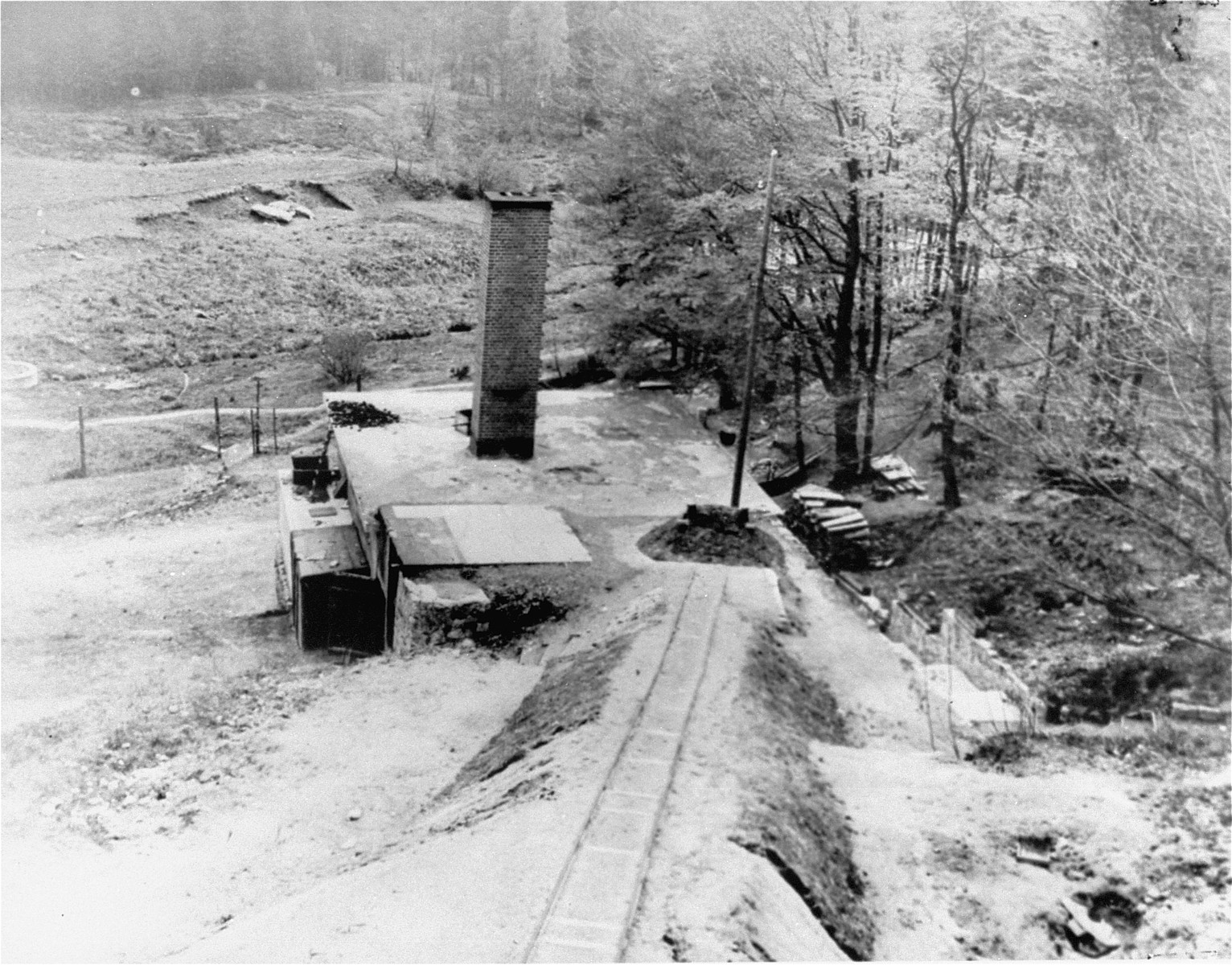
苏联战俘在弗洛森比格集中营火葬场被射杀。因当地居民投诉，德军装上了消音器。

军队之所以能够选择性地处决战俘，得益于其与党卫军和苏联告密者的密切合作，并经常由士兵执行处决。屠杀针对政委和犹太人，有时也针对共产党员、知识分子、红军军官，和亚洲人囚犯（1941年）；到1942年初，约80%的突厥裔战俘被杀害。德国反间谍部门通过体检、同囚的告发或典型的犹太人长相，认定了大量战俘的犹太人身份。
从1941年8月开始，安全警察和党卫队保安处在占领区进行更多的审查，导致另外38,000战俘被杀害。在军队的合作下，别动队来到战俘营并实施了大规模处决。大约50,000名犹太红军士兵被杀，但其中5%到25%逃过了侦查。被误认为是犹太人的苏联穆斯林有时也会被杀害。从1942年开始，系统性的屠杀越来越多地针对伤者和病人战俘。那些无法工作的人经常在大规模处决中被枪杀或被丢在那里等死，残疾士兵在前线逼近时尤其危险。有时大规模处决的执行并没有明确的理由。
在德国的战俘营中，盖世太保负责审查。那些被重点审查的人会被审讯大约20分钟，通常会遭受酷刑。如果他们的回答不令人满意，他们就会被剥夺战俘身份并被带到集中营处决，以向德国公众隐瞒他们的命运。至少有33,000名囚犯被转移到纳粹集中营——奥斯维辛集中营、布痕瓦尔德集中营、达豪集中营、弗洛森比格集中营、格罗斯-罗森集中营、毛特豪森集中营、古森子集中营、诺因加默集中营、萨克森豪森集中营和欣策特集中营。这些杀戮让集中营系统中以前的杀戮相形见绌。随着战争的进展，日益严重的人力短缺促使处决数量的减少。1944年3月之后，所有涉嫌越狱企图的苏联军官和士官都被处决。这些行动导致5,000人被处决，其中包括500名从毛特豪森集中营企图大规模越狱的军官。直接处决造成的死亡人数，包括枪决受伤士兵的数量，可能高达数十万。

### 酷刑
在大量解密文件中，被抓获的苏联军人遭受了各种酷刑，比如被烧红的烙铁烫，被挖出眼睛，被切下耳朵、手和手指，被切腹，被坦克履带碾压，活活烧死以及活埋。

## 在德服役的辅助人员

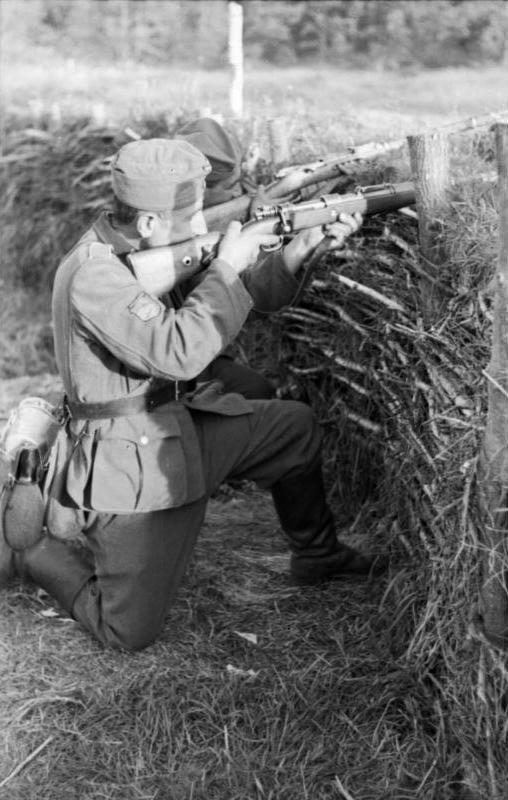
1943年的一名亚美尼亚军团士兵

希特勒反对招募苏联通敌者担任军事和警察职务，并将第一次世界大战的失败归咎于非德裔士兵。然而，东线的军事领导人无视他的指示，从战争一开始就招募了这些通敌者；1941年7月，希姆莱认识到有必要在当地招募警察。加入的动机尚不知晓，但据推测许多人加入是为了生存或改善生活条件，其他则具有意识形态的动机。1941年大部分幸存的战俘其幸存原因是因为与德国人合作。大多数人担任司机、厨师、马夫或翻译等辅助角色；其他人则直接参与战斗，尤其是在镇压匪徒期间。
少数战俘被各集团军留守，在其作战区域进行强迫劳动；这些囚犯没有被登记。他们的待遇各不相同，有些人的生活条件与德国士兵相似，而其他人的待遇与战俘营一样恶劣。一小部分人加入了由德国军官组成的专门军事单位，由苏联少数民族组成。第一支由苏联战俘组成的反游击部队是一支哥萨克部队，从1941年7月开始行动。1943年，共有53个由战俘和其他苏联公民组建的营：突厥斯坦军团中有14个，亚美尼亚军团、阿塞拜疆军团和格鲁吉亚军团各八人，以及北高加索和山地高加索军团和伊德尔—乌拉尔军团总计七人。

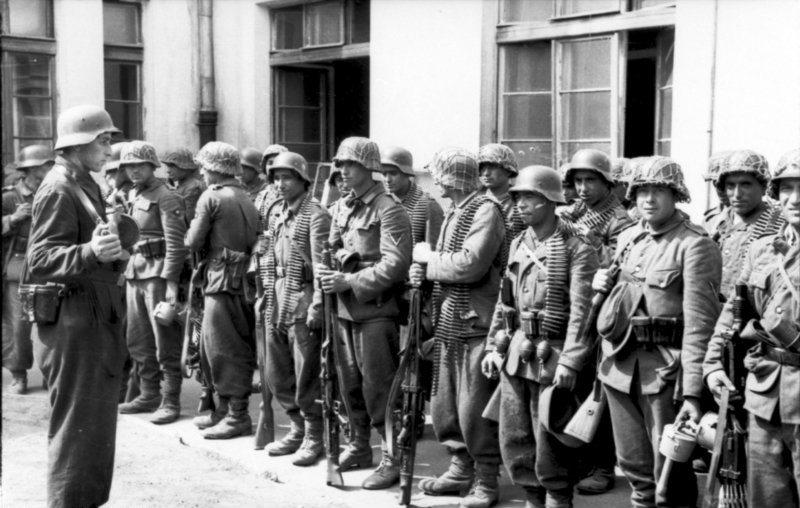
阿塞拜疆党卫军志愿编队野战营111成员，他们参与了1944年8月华沙起义期间的沃拉大屠杀和其他战争罪行

除了被德国军队招募的人员外，其他人被党卫军招募参与种族灭绝。特拉夫尼基人是从战俘营中招募的；他们大多是乌克兰人和德意志人，也包括波兰人、格鲁吉亚人、亚美尼亚人、阿塞拜疆人、鞑靼人、拉脱维亚人和立陶宛人。他们帮助镇压了1943年的华沙犹太区起义，在灭绝营屠杀了数百万犹太人，并开展了反游击行动。通敌者对德国的战争支持和大屠杀至关重要。
如果被红军重新抓获，通敌者通常会被枪决。1943年初德国在斯大林格勒战败后，回到苏联一方的通敌者人数有所增加；作为回应，希特勒于该年末下令将所有通敌者转移到西线。到1944年中期诺曼底登陆时，这些通敌者占占领法国的“德军”的10%。一些人站在了抵抗运动一边；1945年，部分格鲁吉亚军团的士兵叛乱。苏联战俘被强迫为陆军、空军和海军从事建筑和志愿工作。1943年4月之后，战俘被编入空军防空部队，他们的兵力可能高达其总兵力的30%。战争结束时，共有140万战俘（战俘总数为240万）在某些辅助军事单位服役。

## 强迫劳动
德国经常强迫苏联战俘进行劳动，比如让战俘去军用工厂劳动，并以某种方式掩盖。这违反了1929年《日内瓦公约》。

### 苏联

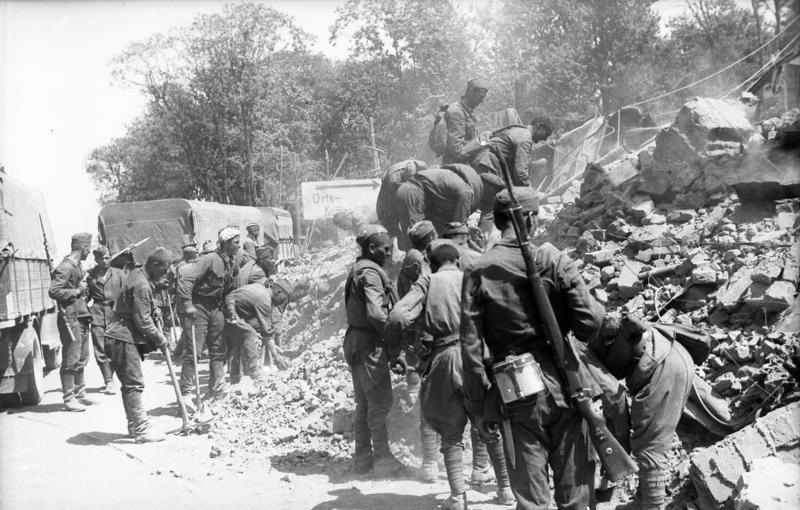
苏联战俘在白俄罗斯明斯克劳动，1941年7月

如果没有苏联战俘为德国后方的军事基础设施建设所做的劳动——修建道路、桥梁、机场和火车站，并将苏联宽轨铁路改造成德国标准，那么德军的攻势很快就会失败。1941年9月，赫尔曼·戈林下令使用战俘进行扫雷和基础设施建设，以解放建筑营的劳动力。许多战俘因为营地条件恶劣和强迫劳动任务而逃跑，其他的则因尤其危险的任务而死亡，包括修路（尤其是在加利西亚东部）、在东线修建防御工事、以及在顿涅茨克盆地采矿（希特勒于1942年7月批准）。约有48,000人被分配到这项任务，但大多数人从未开始劳动，剩下的人则因恶劣的条件而死亡或在1943年3月逃脱。

### 移交至纳粹集中营

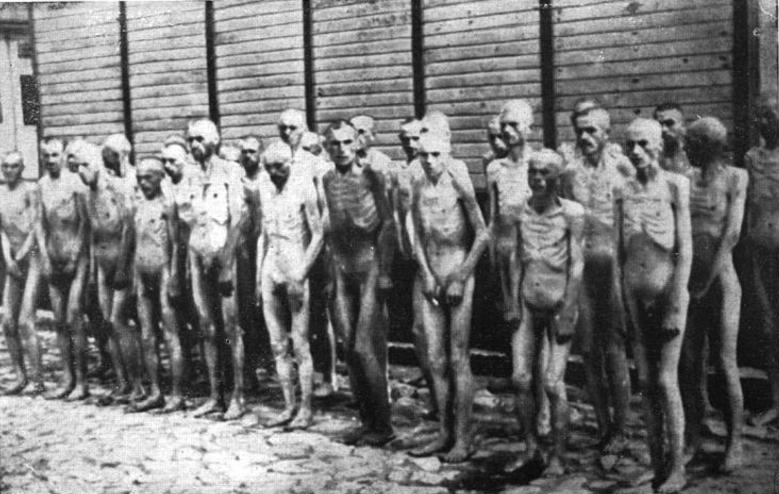
毛特豪森-古森集中营里赤身裸体的苏联战俘，至少有1.5万人被遣送至此。

1941年9月，希姆莱开始主张将10万名（后来增加到20万名）苏联战俘移交到党卫军控制下的纳粹集中营进行强迫劳动；这些营地此前关押了8万人。到10月，诺因加默、布痕瓦尔德、弗洛森堡、格罗斯-罗森、萨克森豪森、达豪和毛特豪森已通过清除现有营房中的囚犯或建造新营房，建立了专门用于关押战俘的隔离区。作为希姆莱殖民计划的一部分，大多数新来的囚犯计划被关押在德占波兰境内建立的两个新营房——马伊达内克集中营和奥斯维辛二号-比克瑙集中营。
尽管当局意图剥削他们的劳动力，1941年末抵达的25,000或30,000名战俘中的大多数身体状况不佳，并且无法工作。与其他战俘相比，他们的居住条件更差，提供的食物更少，死亡率更高；到1942年2月，80%的战俘已经死亡。党卫军单独杀害了有政治嫌疑的人、生病或虚弱的战俘，并在传染病爆发时进行大规模处决。实验性的处决技术在战俘身上得到了测试，比如萨克森豪森的毒气卡车和奥斯维辛毒气室中的齐克隆B。奥斯维辛集中营中的死者太多，以至于焚尸炉超负荷运转；1941年11月，党卫军开始在囚犯身上纹上数字，以追踪哪些囚犯已经死亡。与希姆莱的假设相反，更多的苏联战俘并没有取代那些死去的战俘。随着红军士兵被俘数量的减少，希特勒于1941年10月底决定将剩余的战俘投入德国的战时经济。
除了1941年末被送去劳动的战俘外，其他人在越狱后被重新抓获，或因与德国女性发生性关系、不服从命令、拒绝工作，以及涉嫌参与抵抗活动或破坏行动等罪行被捕，或被通敌者的军事单位除名。女性经常被强制放弃战俘身份，转入民用项目的强制劳动。拒绝的女性都被送往集中营。约有1,000人被关押在拉文斯布吕克集中营，其他人则被关押在奥斯维辛、马伊达内克和毛特豪森。被关押在集中营的人失去了战俘身份，这同样违反了《日内瓦公约》。在被转移到纳粹集中营的10多万名男性和数量不详的女性里，其中军官的比例非常高。

### 遣送到其余地方

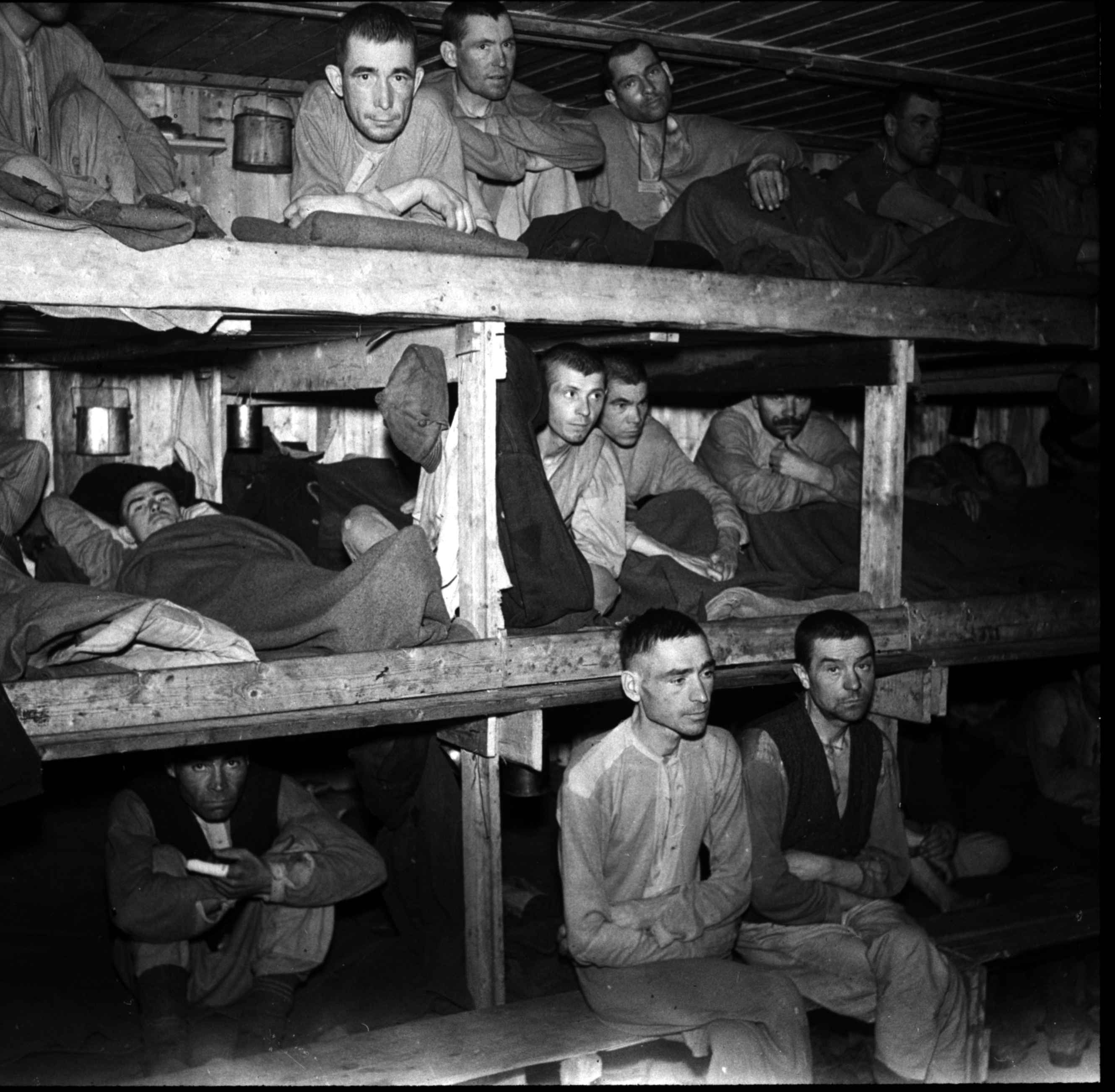
解放后，挪威萨尔特达尔的苏联战俘营

1941年7月和8月，20万名苏联战俘被驱逐到德国，以农业和工业的劳动力需求。他们面临的条件与苏联德占区的情况类似。希特勒在8月中旬停止了运输，但在10月31日改变了主意；还有更多的苏联平民随着战俘被送往德国。德国的营地内有一支由非俄罗斯战俘组成的警察部队经常对俄罗斯战俘施暴；伏尔加德意志人经常在集中营管理部门任职，并担任翻译。这两组人都获得了更多的口粮和优待。看守战俘的责任由年老体弱，无法在前线服役的德国士兵部队承担。
纳粹高层试图阻隔德国平民与战俘的往来，同时克扣战俘的劳动报酬。工资因当地经济状况而异。许多人为农业和工业领域的私人雇主工作，其他人则被租给地方当局从事诸如修建道路和运河、采石和切割泥炭等工作。雇主给每人每天0.54帝国马克以从事农业工作，以及0.80帝国马克以从事其他工作；许多人还向战俘提供额外的食物以提高生产力。工人们每天能收到0.20帝国马克，以集中營貨幣的形式支付。到1942年初，为应对许多战俘营养不良而无法工作的情况，当局增加了幸存战俘的口粮。尽管大幅度的改善在政治角度上是不可能的，而且由于供应短缺，当局甚至不得不减少对德国平民的口粮。囚犯仍然容易营养不良或患病。在德国工作的战俘人数持续增加，从1942年9月的455,000人增加到1944年5月的652,000人。到战争结束时，至少有130万苏联战俘被驱逐到德国或其吞并领土。其中，40万人没有幸存下来；大多数死亡发生在1941—1942年的冬季。一些人被驱逐到其他地方，包括挪威和海峡群岛。

## 公众认知

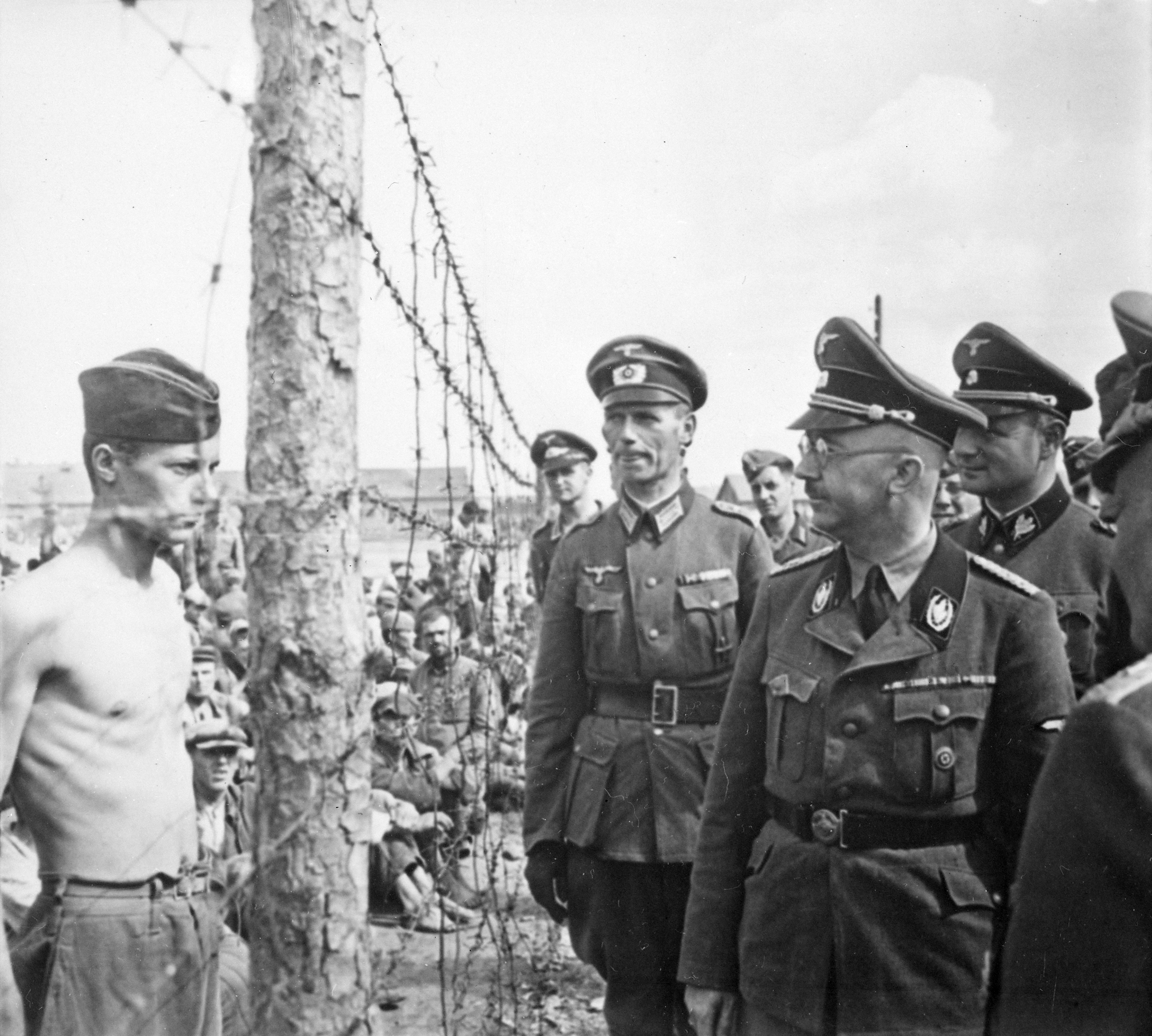
党卫军头目海因里希·希姆莱视察明斯克的战俘营，1941年8月15日

根据安全局的报告，许多德国民众担心粮食短缺，因此民众有意消灭苏联战俘或给予战俘最低限度的口粮，以保证对民众的粮食供应。纳粹的政治宣传将苏联战俘描绘成杀人犯，战俘营中食人的照片成为他们被视为“俄罗斯亚人类”的证据。尽管许多德国人在战后声称对大屠杀一无所知，但许多德国人都知道在大多数德国犹太人被被驱逐出境之前，有大量苏联战俘死去这一事实。
早在1941年7月，苏联的政治宣传就开始整合那些针对苏联战俘的暴行。关于政治委员令的信息被描绘为强制杀死所有被俘的军官或战俘，并传播给红军士兵。关于苏联战俘待遇的准确信息通过各种途径，比如来自逃犯或其他目击者，传到了红军士兵手中，这对防止叛逃起到了有效的震慑作用，尽管许多人不相信官方的政治宣传。

## 战争结束

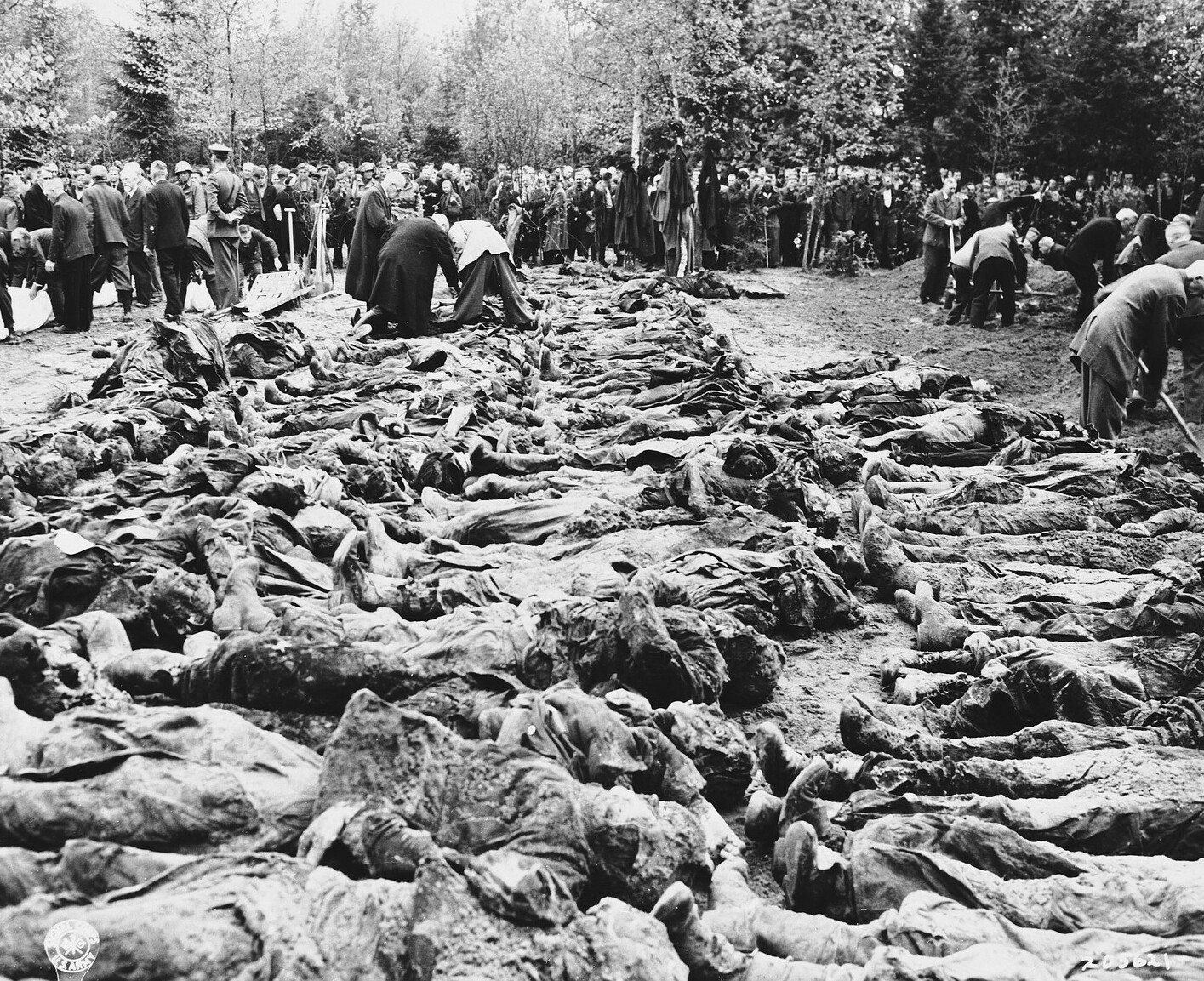
1945年4月8日，超过200名苏联战俘在汉诺威被强迫为自己掘墓。

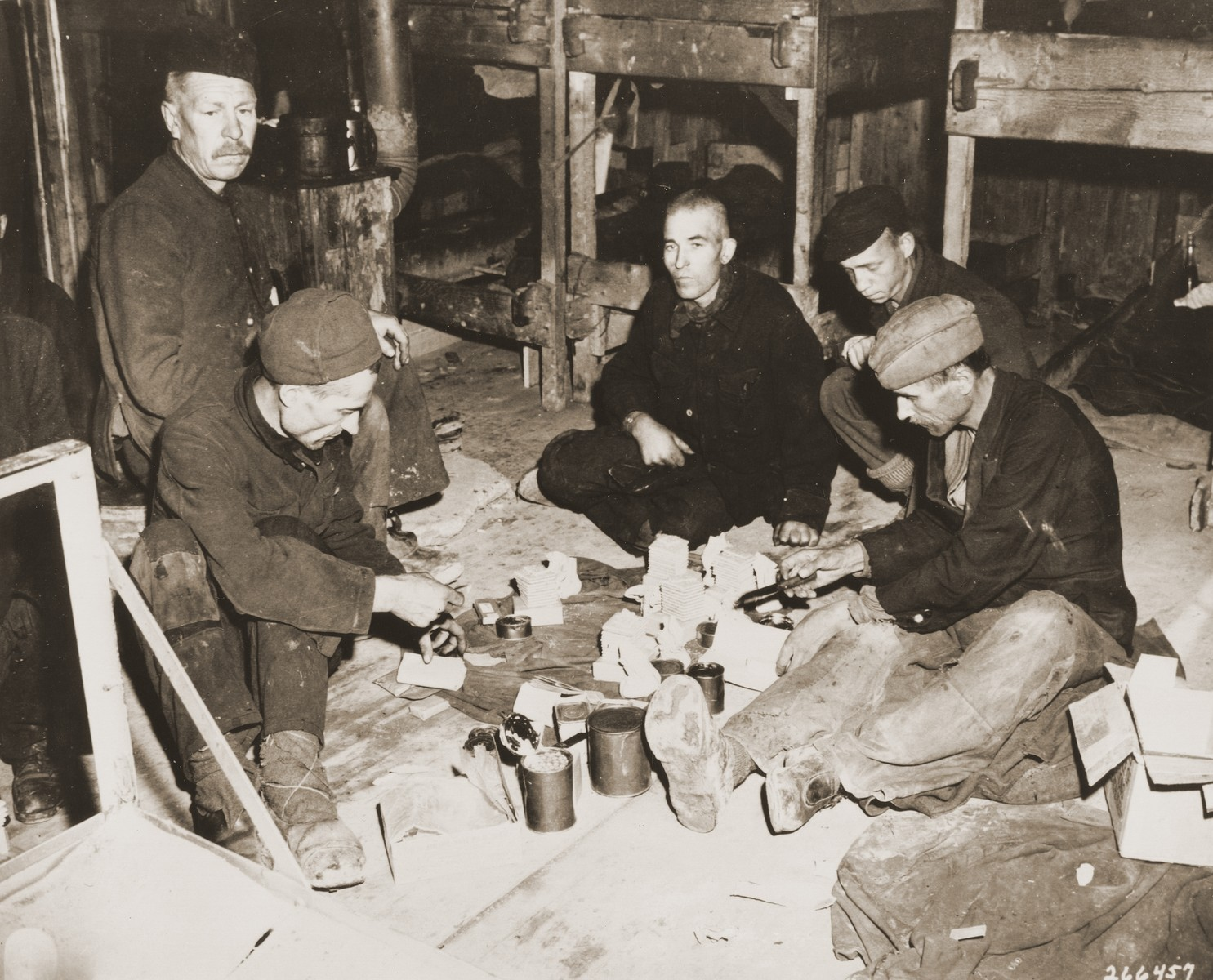
被解放的战俘在黑默劳动营。

至1945年2月，红军已经解放了约50万名囚犯。在推进过程中，红军在旧战俘营发现了几个万人坑。在战争的最后几个月，大多数剩余的苏联战俘被强迫进行类似于集中营囚犯的死亡行军，许多人在此过程中丧生或在解放后因病去世。战俘们回到了一个在战争中失去了数百万人，且基础设施被德军焦土政策摧毁的国家。此后数年，苏联人民一直饱受粮食短缺之苦。战后，超过451,000名苏联公民避免被遣返，并留在了德国或移民到西方国家，其中包括之前的战俘。由于其明确的犯罪性，苏联战俘的待遇在国际军事法庭的起诉书中被提及。
苏联的政策旨在阻止叛逃，并认为任何落入敌人手中的士兵都是叛徒。1941年8月发布的第270号命令将投降的军官和政治官僚列为将立即处决的逃兵，并将其家属逮捕。有时红军士兵被告知叛逃者的家人会被枪杀；尽管数千人被捕，但是否执行过此类处决仍不得而知。随着战争的继续，苏联领导层意识到大多数公民并没有自愿合作。1944年11月，苏联国防委员会决定，被解放的战俘将返回军队，而在德国军队或警察部队服役的战俘将被移交给内务人民委员会。在雅尔塔会议上，西方盟国同意遣返苏联公民，无论这些公民是否愿意。
为了分化一小部分的志愿通敌者，被解放的战俘被送往内务人民委员会的過濾營、医院和疗养院，大多数人在那里待了一两个月，但实际上并不能有效地分化那些通敌者。大多数叛逃者和通敌者逃脱了起诉，特拉夫尼基人通常被判处10至25年劳改，而参与军事行动的通敌者通常会在强制定居点被判处六年徒刑。根据官方统计，57.8%的通敌者返回家乡，19.1%被重新动员，14.5%被编入国防人民委员部的劳动营，6.5%被转入内务人民委员会。根据另一项估计，截至1946年3月的150万歸國者中，43%继续服兵役，22%被征召入劳动营服役两年，18%被送回国，15%被遣往强迫劳动营，2%在遣返委员会工作。死刑很少见。1945年7月7日，最高苏维埃的一项法令赦免了所有未与德军合作的幸存战俘。1955年的另一次大赦释放了所有剩余的通敌者，除了那些因施展酷刑或谋杀他人而被判刑的通敌者。
幸存的战俘不被承认为退伍军人，并被剥夺了退伍福利；他们经常被认为是叛徒或逃兵而遭受歧视。1995年，俄罗斯开始平等地看待幸存战俘与其他退伍军人的地位。东欧集团解体后，德国政府成立了記憶、責任與未來基金會来分配进一步的赔偿，而苏联战俘没有资格提出索赔。直到2015年，德国政府才向仍然活着的几千人象征性地支付了2,500欧元的赔款。

## 死亡统计

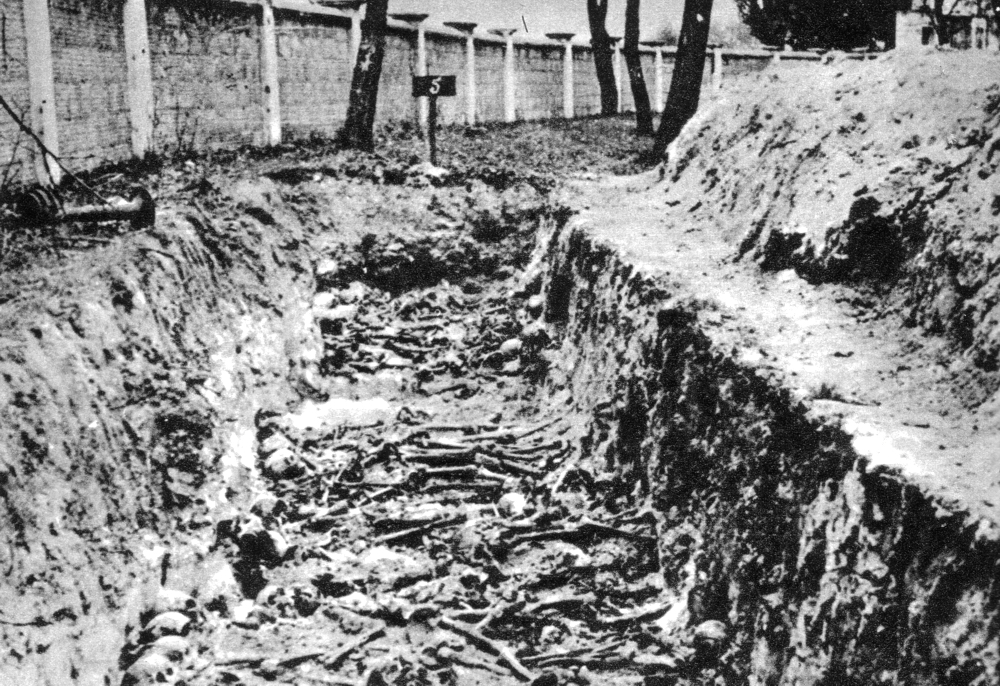
在德占波兰登布林要塞中转营中的万人坑

德军记录在1941年俘获的苏联战俘人数为335万，比红军报告的失踪人数高出100万。这种差异部分归因于红军在混乱的撤退过程中无法记录损失。此外，多达八分之一的苏联战俘从未加入过红军。一些人被动员，但从未加入他们所属的部队；其他人则属于内务人民委员会、人民民兵、民间着制服的职业从事者（比如铁道兵和防御工人），或其他平民。历史学家維克托·澤姆斯科夫（Viktor Zemskov）表示，德国的数字代表一个最小值，应该向上调整45万，以计入在抵达营地之前被杀害的战俘。澤姆斯科夫估计，在620万战俘中，约有390万人死亡，其中包括20万通敌者被处决。其他历史学家根据德国的数字，计算出有570万人被俘获。有些历史学家估计数字较低：克里斯蒂安·斯特賴特（Christian Streit）估计为330万人，克里斯蒂安·哈特曼（Christian Hartmann）估计为300万人，迪特·波爾（Dieter Pohl）估计为280至300万人。
大多数的死亡（大约两百万）发生在1942年1月之前。从1941年10月到1942年1月，每月有30万到50万人死亡；这是历史上因大规模暴行造成的最高死亡率之一，相当于1942年7月至10月期间纳粹大屠杀的最高峰。到此时，苏联战俘的死亡人数已经超过了纳粹针对的其他任何群体的成员，而只有欧洲犹太人能超过这个数字。
。在1942年初及其之后，又有100万苏联战俘死亡，占幸存或被俘战俘总数的27%。
死去的大多数苏联战俘是在德国军队的监禁下去世的。在苏联有超过两百万人死亡，在波兰总督府约有50万人死亡，在德国有40万人死亡，在挪威总督辖区有13,000人死亡。超过28%的苏联战俘死于在芬兰囚禁期间。尽管苏联政府试图降低死亡率，但仍有15%至30%的轴心国战俘在苏联关押期间死亡。在整个战争期间，苏联战俘的死亡率远高于波兰或被强迫劳动的苏联平民，后者的比例小于10%。
虽然德国犯下了对其它同盟国战俘的暴行，苏联战俘的死亡总数还是远远超出了其它国家。其死亡率估计为43%到63%。德国战俘死亡率第二高的是意大利军事拘留犯（6%—7%）；而在整个战争中，另一个高死亡率出现在日本集中营中的盟军战俘（27%）。被苏联关押的德国士兵死亡率也很高，埃德爾估计该比例为15%，而尼爾·弗格森估计该比例为35.8%。

## 历史纪念和地标

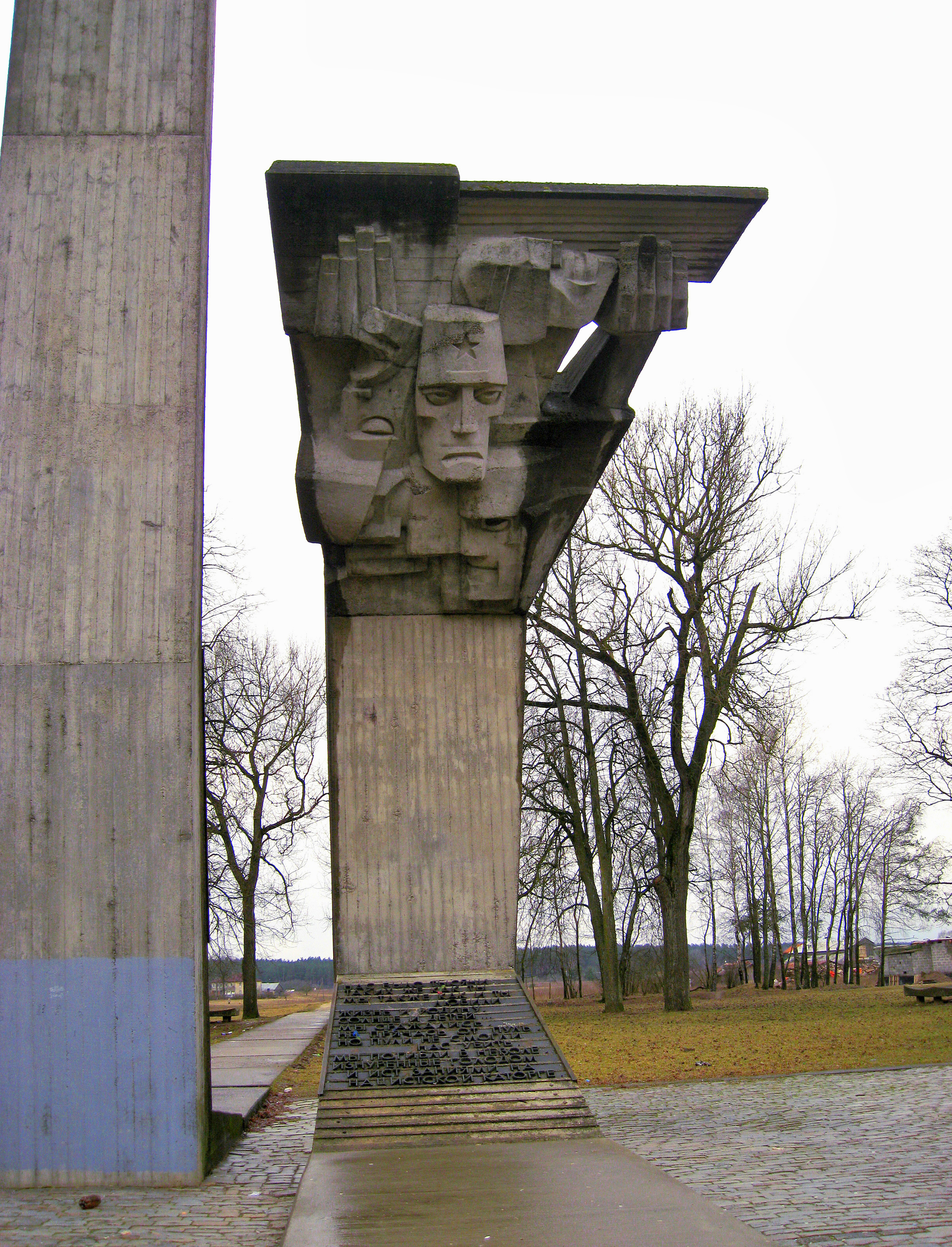
在拉脱维亚萨拉斯皮尔斯的苏联战俘纪念碑

哈特曼称德国对苏联囚犯的待遇是“军事史上中最严重的罪行之一”。穆爾也称其为“二十世纪犯下的最严重的战争罪行之一”。关于大屠杀的书籍已经出版了数千本，但直到2016年还仍然没有讲述苏联战俘命运的英文书籍。这个问题也大多被苏联史学所忽视，直到苏联解体前的最后几年。很少有关于战俘的记录被出版，肇事者没有因其罪行受到审判，学术界也很少尝试研究。德国历史学家斯特賴特于1978年出版了《無人倖存：黨衛軍與蘇聯戰俘》，是第一本讲述苏联战俘命运的重要研究。相关苏联档案于1990年解密。留在德占苏联的囚犯通常没有被登记，所以他们的命运永远不会被众人知晓。
尽管苏联公民认为对战俘的待遇是德军占领期间德国最糟糕的方面之一，但苏联对战争的纪念活动主要集中在反法西斯主义和战斗中牺牲的人员。同时期的苏联领导人，包括斯大林在内，都认为投降的苏联士兵是叛徒。西蒙·麥肯齊指出，“一些在1945年被德国囚禁后幸存下来的人被迅速送往古拉格”。穆爾同样指出，“（苏联）幸存者…在回国后遭到迫害和排斥——他们的苦难和死亡被遗忘了”；数以万计的战俘被判定为通敌者并遭到处决。在1987年和1988年的经济改革期间，苏联爆发了一场关于幸存战俘是否是叛徒的争论；苏联解体后，持负面观点的人占了上风。俄罗斯民族主义史学界为幸存战俘辩护，尽量最小化叛逃和通敌事件的影响，并强调他们的参加的抵抗运动。
苏联战俘的命运在很大程度上被西德和东德所忽视，这两个地区更聚焦于德国对纳粹主义的抵抗活动。战后，德国曾试图推卸在1941年发生的大规模死亡的责任。一些人将死亡归咎于入侵后苏联和德国之间的外交失败，或因苏联政府在先前造成的士兵饥饿。2000年左右的魏瑪展覽上，针对战俘的犯罪行为被曝光在德国公众面前，挑战了仍然流行的国防军无罪论。在国家或私人的倡议下，人们在公墓和旧营地的遗址竖立了纪念碑和地标，以表对战俘的纪念。为纪念第二次世界大战80周年，德国的一些历史和纪念组织开展了一场巡回展览。

### 原文注释
1. ↑  约相当于13美分[194]，或今天的2美元[195]。
2. ↑  约相当于20美分[194]，或今天的4美元[195]。
3. ↑  约相当于5美分[194]，或今天的1美元[195]。
4. ↑  原文是：one of the greatest crimes in military history
5. ↑  原文是：one of the greatest war crimes committed in the twentieth century
6. ↑  原文是：those who survived German captivity to 1945 were promptly sent to the Gulag
7. ↑  原文是：

### 脚注
1. 1 2  Pohl 2012，第240頁.
2. 1 2 3 4  Kay 2021，第167頁.
3. 1 2 3 4  Hartmann 2012，第568頁.
4. 1 2 3  Gerlach 2016，第67頁.
5. ↑  Bartov 2023，第201頁.
6. 1 2  Quinkert 2021，第173頁.
7. ↑  Quinkert 2021，第174–175頁.
8. ↑  Quinkert 2021，第175–176頁.
9. ↑  Beorn 2018，第121–122頁.
10. ↑  Bartov 2023，第201–202頁.
11. ↑  Tooze 2008，第479–480, 483頁.
12. 1 2  Gerlach 2016，第68頁.
13. ↑  Quinkert 2021，第174頁.
14. ↑  Quinkert 2021，第181頁.
15. ↑  Quinkert 2021，第181–182頁.
16. ↑  Hartmann 2012，第614頁.
17. ↑  Quinkert 2021，第176–177頁.
18. 1 2  Quinkert 2021，第190頁.
19. ↑  Kay 2021，第167–168頁.
20. ↑  Gerlach 2016，第221–222頁.
21. ↑  Kay 2021，第142頁.
22. ↑    - Quinkert 2021，第190頁
  - Kay 2021，第146頁
  - Gerlach 2016，第226頁
  - Tooze 2008，第481–482頁
23. 1 2 3  Hartmann 2012，第569頁.
24. ↑  Blank & Quinkert 2021，第18頁.
25. ↑  Gerlach 2016，第235頁.
26. ↑  Moore 2022，第212–213頁.
27. ↑  Hartmann 2012，第571–572頁.
28. 1 2  Hartmann 2013，"Prisoners of War".
29. ↑  Blank & Quinkert 2021，第15頁.
30. 1 2  Pohl 2012，第242頁.
31. ↑  Quinkert 2021，第172, 183頁.
32. ↑  Westermann 2023，第95–96頁.
33. ↑  Quinkert 2021，第172, 188, 190頁.
34. ↑  Hartmann 2012，第630–631頁.
35. ↑  Edele 2017，第23頁.
36. ↑  Kay 2021，第148, 153頁.
37. ↑  Moore 2022，第240–241頁.
38. ↑  Quinkert 2021，第184頁.
39. 1 2 3 4  Pohl 2012，第207頁.
40. ↑  Kay 2021，第248, 253頁.
41. ↑  Moore 2022，第27–28頁.
42. ↑  Rossino 2003，第179–185頁.
43. ↑  Edele 2017，第35頁.
44. ↑  Moore 2022，第215頁.
45. 1 2  Edele 2017，第34–35頁.
46. 1 2 3  Pohl 2012，第220頁.
47. ↑  Edele 2017，第165–166頁.
48. ↑  Edele 2017，第4頁.
49. ↑  Edele 2017，第36頁.
50. ↑  Edele 2017，第31頁.
51. ↑  Hartmann 2012，第575頁.
52. 1 2 3  Pohl 2012，第211頁.
53. 1 2  Overmans 2022，第24頁.
54. ↑  Hartmann 2012，第520頁.
55. ↑  Hartmann 2012，第527–528頁.
56. ↑  Blank & Quinkert 2021，第27頁.
57. 1 2  Gerlach 2016，第225頁.
58. ↑  Pohl 2012，第203頁.
59. 1 2 3  Moore 2022，第204頁.
60. 1 2 3  Pohl 2012，第202頁.
61. 1 2 3 4 5  Quinkert 2021，第187頁.
62. ↑  Edele 2017，第52頁.
63. ↑  Edele 2017，第50–51頁.
64. ↑  Edele 2016，第346–347頁.
65. 1 2 3  Pohl 2012，第206頁.
66. 1 2  Quinkert 2021，第188頁.
67. ↑  Hartmann 2012，第579頁.
68. ↑  Hartmann 2012，第522–523, 578–579頁.
69. ↑  Hartmann 2012，第581頁.
70. 1 2  Kay 2021，第159頁.
71. ↑  Quinkert 2021，第180–181頁.
72. ↑  Kay 2021，第159–160頁.
73. ↑  Quinkert 2021，第190, 192頁.
74. ↑  Hartmann 2012，第512頁.
75. ↑  Hartmann 2012，第524–525頁.
76. ↑  Pohl 2012，第205頁.
77. ↑  Kay 2021，第163–164頁.
78. 1 2  Moore 2022，第218–219頁.
79. ↑  Hartmann 2012，第583–584頁.
80. ↑  Pohl 2012，第227–228頁.
81. ↑  Harrisville 2021，第38–40頁.
82. 1 2 3 4 5 6  Moore 2022，第222頁.
83. ↑  Pohl 2012，第210頁.
84. 1 2 3  Pohl 2012，第212頁.
85. 1 2  Moore 2022，第220頁.
86. ↑  Hartmann 2012，第584–585頁.
87. 1 2  Pohl 2012，第221頁.
88. ↑  Pohl 2012，第224頁.
89. 1 2  Hartmann 2012，第583頁.
90. ↑  Hartmann 2012，第582頁.
91. ↑  Moore 2022，第255, 256頁.
92. 1 2 3  Kozlova 2021，第221頁.
93. ↑  Hertner 2023，第409頁.
94. 1 2 3  Pohl 2012，第222頁.
95. ↑  Hartmann 2012，第588頁.
96. ↑  Gerlach 2016，第225–226頁.
97. ↑  Moore 2022，第219頁.
98. 1 2 3  Hartmann 2012，第590頁.
99. 1 2  Pohl 2012，第218–219頁.
100. ↑  Pohl 2012，第218頁.
101. ↑  Hartmann 2012，第332, 589頁.
102. ↑  Quinkert 2021，第191頁.
103. ↑  Keller 2021，第198頁.
104. 1 2 3  Gerlach 2016，第226頁.
105. ↑  Moore 2022，第224頁.
106. 1 2  Keller 2021，第199頁.
107. ↑  Gerlach 2016，第227頁.
108. ↑  Hartmann 2012，第591頁.
109. ↑  Pohl 2012，第219–220頁.
110. ↑  Hartmann 2012，第592頁.
111. 1 2  Pohl 2012，第229頁.
112. ↑  Blank & Quinkert 2021，第37頁.
113. 1 2  Kay 2021，第149頁.
114. ↑  Blank & Quinkert 2021，第35頁.
115. 1 2  Pohl 2012，第213頁.
116. ↑  Edele 2017，第121頁.
117. 1 2 3 4  Moore 2022，第223頁.
118. 1 2 3  Pohl 2012，第216頁.
119. 1 2  Pohl 2012，第236頁.
120. ↑  Cohen 2013，第107–108頁.
121. ↑  Edele 2017，第121–122頁.
122. ↑  Pohl 2012，第213, 216頁.
123. ↑  Kozlova 2021，第206–207頁.
124. ↑  Pohl 2012，第237頁.
125. 1 2 3 4 5 6  Moore 2022，第226頁.
126. 1 2 3  Kozlova 2021，第207頁.
127. 1 2  Gerlach 2016，第231頁.
128. 1 2  Kozlova 2021，第206頁.
129. ↑  Pohl 2012，第231頁.
130. 1 2  Pohl 2012，第235頁.
131. ↑  Kay 2021，第163頁.
132. ↑  Kay 2021，第161頁.
133. 1 2  Gerlach 2016，第232頁.
134. ↑  Pohl 2012，第235–236頁.
135. ↑  Blank & Quinkert 2021，第43頁.
136. ↑  Kay 2021，第164頁.
137. 1 2 3  Quinkert 2021，第192頁.
138. ↑  Moore 2022，第243–244頁.
139. 1 2  Kay 2021，第166頁.
140. 1 2 3 4  Otto & Keller 2019，第13頁.
141. ↑  Kozlova 2021，第210頁.
142. ↑  Moore 2022，第253頁.
143. ↑  .   [2025-04-10]. （原始内容存档于2025-04-28）.
144. ↑  Edele 2017，第125–126頁.
145. 1 2  Edele 2017，第126頁.
146. ↑  Moore 2022，第260頁.
147. ↑  Edele 2017，第125頁.
148. ↑  Moore 2022，第227頁.
149. ↑  Hartmann 2012，第575–576頁.
150. ↑  Overmans 2022，第7頁.
151. ↑  Hartmann 2012，第577–578頁.
152. ↑  Moore 2022，第260–261, 263頁.
153. ↑  Moore 2022，第261頁.
154. ↑  Edele 2017，第133–134頁.
155. ↑  Edele 2017，第134–135頁.
156. ↑  Edele 2017，第137頁.
157. ↑  Edele 2017，第131頁.
158. 1 2  Moore 2022，第263頁.
159. ↑  Overmans 2022，第11, 13–15頁.
160. 1 2  Moore 2022，第245頁.
161. ↑  Moore 2022，第242頁.
162. ↑  Hartmann 2012，第616頁.
163. ↑  Hartmann 2012，第616–617頁.
164. ↑  Gerlach 2016，第202頁.
165. ↑  Gerlach 2016，第212頁.
166. ↑  Pohl 2012，第213–214頁.
167. 1 2  Wachsmann 2015，第278頁.
168. ↑  Wachsmann 2015，第280頁.
169. ↑  Wachsmann 2015，第278–279頁.
170. 1 2  Moore 2022，第229頁.
171. ↑  Otto & Keller 2019，第12頁.
172. 1 2 3 4 5 6  Gerlach 2016，第230頁.
173. 1 2  Moore 2022，第230頁.
174. 1 2  Wachsmann 2015，第282頁.
175. ↑  Wachsmann 2015，第283頁.
176. 1 2  Gerlach 2016，第223頁.
177. ↑  Wachsmann 2015，第269頁.
178. ↑  Wachsmann 2015，第284頁.
179. ↑  Wachsmann 2015，第285頁.
180. ↑  Moore 2022，第230–231頁.
181. 1 2  Kozlova 2021，第222頁.
182. ↑  Kozlova 2021，第221–222頁.
183. ↑  Kozlova 2021，第219頁.
184. ↑  Kay 2021，第165頁.
185. ↑  Pohl 2012，第232頁.
186. 1 2  Keller 2021，第204頁.
187. ↑  Moore 2022，第231頁.
188. ↑  Pohl 2012，第214頁.
189. ↑  Moore 2022，第231, 233頁.
190. ↑  Gerlach 2016，第228頁.
191. ↑  Moore 2022，第248頁.
192. ↑  Moore 2022，第232頁.
193. 1 2  Moore 2022，第244–245頁.
194. 1 2 3  Foreign Claims Settlement Commission 1968，第655頁.
195. 1 2 3  Federal Reserve Bank of Minneapolis 2019.
196. ↑  Moore 2022，第249頁.
197. ↑  Tooze 2008，第542頁.
198. ↑  Moore 2022，第246頁.
199. ↑  Moore 2022，第243頁.
200. 1 2  Pohl 2012，第215頁.
201. ↑  Moore 2022，第254頁.
202. ↑  Gerlach 2016，第180, 234頁.
203. ↑  Moore 2022，第221頁.
204. ↑  Gerlach 2016，第233頁.
205. ↑  Edele 2016，第368頁.
206. ↑  Edele 2017，第51–52, 54頁.
207. ↑  Edele 2017，第55頁.
208. ↑  Blank & Quinkert 2021，第73頁.
209. ↑  Blank & Quinkert 2021，第75頁.
210. ↑  Pohl 2012，第201頁.
211. ↑  Blank & Quinkert 2021，第71頁.
212. ↑  Blank & Quinkert 2021，第71, 75頁.
213. ↑  Blank & Quinkert 2021，第77, 80頁.
214. ↑  Edele 2017，第144頁.
215. 1 2  Edele 2017，第41頁.
216. ↑  Moore 2022，第381–382頁.
217. ↑  Edele 2017，第42–43頁.
218. 1 2  Edele 2017，第140頁.
219. ↑  Blank & Quinkert 2021，第85頁.
220. ↑  Moore 2022，第388頁.
221. ↑  Moore 2022，第384–385頁.
222. 1 2  Edele 2017，第141頁.
223. ↑  Edele 2017，第143頁.
224. 1 2 3  Moore 2022，第394頁.
225. 1 2  Blank & Quinkert 2021，第79頁.
226. 1 2  Latyschew 2021，第252頁.
227. 1 2  Meier & Winkel 2021，第230頁.
228. ↑  Polian 2005，第134–139頁.
229. ↑  Blank & Quinkert 2021，第87, 89頁.
230. ↑  . An Unrecht Erinnern [Remembering injustice].   [2024-09-05]. （原始内容存档于2024-04-12） （德语）.
231. ↑  Moore 2022，第214頁.
232. 1 2  Zemskov 2013，第103頁.
233. ↑  Zemskov 2013，第104頁.
234. ↑  Zemskov 2013，第107頁.
235. ↑  Gerlach 2016，第229–230頁.
236. ↑  Hartmann 2012，第789頁.
237. ↑  Kay 2021，第154頁.
238. ↑  Gerlach 2016，第226–227頁.
239. ↑  Quinkert 2021，第172頁.
240. ↑  Gerlach 2016，第72頁.
241. ↑  Kay 2021，第153頁.
242. 1 2  Gerlach 2016，第5頁.
243. ↑  Kay 2021，第294頁.
244. ↑  Gerlach 2016，第72, 125頁.
245. ↑  Blank & Quinkert 2021，第121頁.
246. ↑  Gerlach 2016，第236,400頁.
247. ↑  Gerlach 2016，第237頁.
248. 1 2 3  Edele 2016，第375頁.
249. ↑  Scheck 2021，第635–655頁.
250. 1 2  Gerlach 2016，第235–236頁.
251. ↑  Edele 2016，第376頁.
252. ↑  Ferguson 2004，第375頁.
253. ↑  Moore 2022，第7–8頁.
254. ↑  Gerlach 2016，第224頁.
255. 1 2  Blank & Quinkert 2021，第87頁.
256. ↑  MacKenzie 1994，第487–520頁.
257. ↑  Moore 2022，第7–8, 15頁.
258. ↑  Edele 2017，第160頁.
259. ↑  Edele 2017，第161–162頁.
260. ↑  Moore 2022，第237–238頁.
261. ↑  Meier & Winkel 2021，第229–230頁.
262. ↑  Otto & Keller 2019，第17頁.
263. ↑  Blank & Quinkert 2021，第125頁.
264. ↑  Blank & Quinkert 2021，第4頁.

## 扩展阅读
- Keller, Rolf. . Wallstein. 2011. ISBN 978-3-8353-0989-0.